# KFC Sparta Petegem
KFC Sparta Petegem is een Belgische voetbalclub uit Petegem-aan-de-Leie. De club is aangesloten bij de KBVB met stamnummer 3821 en heeft groen en zwart als clubkleuren.

## Geschiedenis
Op 1 februari 1928 werd KFC Sparta Petegem gesticht, dat toen als kleuren paars en wit had en speelde op 'Den Dries'. In 1946 kwam het tot een fusie met Padro Deinze. Petegem bleef de komende halve eeuw in de provinciale reeksen spelen.
In 2008 promoveerde de club voor de eerste keer in haar bestaan naar nationale afdelingen. Sparta Petegem speelde er meteen vlot mee in de middenmoot in Vierde Klasse. In 2011 behaalde men een plaats in de promotie-eindronde, maar daar verloor men van Royal Mouscron-Péruwelz. De volgende seizoenen verliepen minder en in 2013 zakte Sparta Petegem na vijf seizoen nationaal voetbal weer naar Eerste Provinciale. Daar werd het een jaar later echter direct kampioen en zo keerde de club in 2013 weer terug in Vierde Klasse.
Onmiddellijk na de promotie naar Vierde Klasse slaagde Sparta Petegem erin om kampioen te spelen (seizoen 2014-2015). Voor het eerst in het bestaan beukte Sparta de poort naar Derde Klasse open. Het seizoen 2015-2016 werd afgesloten op de zesde plaats.
Omwille van de competitiehervorming in het voetbal speelt Sparta Petegem momenteel in Tweede Amateurs VFV A. Het seizoen 2016-2017 werd afgesloten als vice-kampioen.

## Resultaten
| Seizoen | Klasse | Klasse | Klasse | Klasse | Klasse | Klasse | Reeks                                                    | Punten                                                   | Opmerkingen                                                                  |
|         | I      | I      | II     | III    | IV     | P.I    |                                                          |                                                          |                                                                              |
| ------- | ------ | ------ | ------ | ------ | ------ | ------ | -------------------------------------------------------- | -------------------------------------------------------- | ---------------------------------------------------------------------------- |
| 2007/08 |        |        |        |        |        | 1      | Eerste prov. O-Vl                                        |                                                          |                                                                              |
| 2008/09 |        |        |        |        | 6      |        | Vierde klasse A                                          | 50                                                       |                                                                              |
| 2009/10 |        |        |        |        | 5      |        | Vierde klasse A                                          | 43                                                       |                                                                              |
| 2010/11 |        |        |        |        | 3      |        | Vierde klasse A                                          | 61                                                       | Verlies in eindronde voor promotie tegen Royal Mouscron-Péruwelz             |
| 2011/12 |        |        |        |        | 9      |        | Vierde klasse A                                          | 42                                                       |                                                                              |
| 2012/13 |        |        |        |        | 13     |        | Vierde klasse A                                          | 40                                                       |                                                                              |
| 2013/14 |        |        |        |        |        | 1      | Eerste prov. O-Vl                                        | 74                                                       |                                                                              |
| 2014/15 |        |        |        |        | 1      |        | Vierde klasse A                                          | 66                                                       |                                                                              |
| 2015/16 |        |        |        | 6      |        |        | Derde klasse A                                           | 56                                                       |                                                                              |
|         | 1A     | 1B     | 1Am    | 2Am    | 3Am    | P.I    | Vanaf 2016-17 zijn er 3 nationale en 2 regionale niveaus | Vanaf 2016-17 zijn er 3 nationale en 2 regionale niveaus | Vanaf 2016-17 zijn er 3 nationale en 2 regionale niveaus                     |
| 2016/17 |        |        |        | 2      |        |        | Tweede klasse Am. A                                      | 58                                                       |                                                                              |
| 2017/18 |        |        |        | 4      |        |        | Tweede klasse Am. A                                      | 53                                                       |                                                                              |
| 2018/19 |        |        |        | 3      |        |        | Tweede klasse Am. A                                      | 49                                                       |                                                                              |
| 2019/20 |        |        |        | 6      |        |        | Tweede klasse Am. A                                      | 39                                                       | Vroegtijdig stopgezet wegens de Coronacrisis                                 |
| 2020/21 |        |        |        | -      |        |        | Tweede klasse Am. A                                      | -                                                        | Competitie geschrapt wegens de Coronacrisis                                  |
| 2021/22 |        |        |        | 1      |        |        | Tweede afdeling A                                        | 67                                                       | Kampioen, maar geen promotie wegens geen licentie voor 1e Nationale          |
| 2022/23 |        |        |        | 2      |        |        | Tweede afdeling A                                        | 59                                                       | Verloren in de eindronde voor promotie va Koninklijke Sporting Hasselt (0-2) |
| 2023/24 |        |        |        | 16     |        |        | Tweede afdeling A                                        | 39                                                       |                                                                              |
| 2024/25 |        |        |        | 9      |        |        | Tweede afdeling A                                        | 40                                                       |                                                                              |
| 2025/26 |        |        |        |        |        |        | Tweede afdeling A                                        |                                                          |                                                                              |

## Trainers
- 2005-2006  David Gevaert
- 2006-2007  David Gevaert
- 2007-2008  Patrick Moens
- 2008-2009  Patrick Moens
- 2009-2010  Patrick Deman
- 2010-2011  Patrick Deman
- 2011-2012  Patrick Deman
- 2012-2013  Hans Galjé,  Bart Mauroo,  Wim Van Acker
- 2013-2014  Wim Van Acker
- 2014-2015  Wim Van Acker
- 2015-2016  Wim Van Acker
- 2016-2017  Wim Van Acker
- 2017-2018  Wim Van Acker
- 2018-2019  Wim Van Acker
- 2019-2020 Wim Van Acker
- 2020-2021 Bert Dhont
- 2021-2022 Bert Dhont